# فرودگاه شهری لیتل‌فیلد
فرودگاه شهری لیتل‌فیلد (به انگلیسی: Littlefield Municipal Airport) یک فرودگاه همگانی بهره‌برداری هوایی است که یک باند فرود آسفالت دارد و طول باند آن ۱۲۲۶ متر است. این فرودگاه در شهر لیتلفیلد، تگزاس کشور ایالات متحده آمریکا قرار دارد و در ارتفاع ۱۱۰۲ متری از سطح دریا واقع شده‌است.